# Grup Yorum
Grup Yorum (Yorum signifie « interprétation » ou « commentaire » en turc) est un groupe de musique créé en 1985 à İstanbul par des étudiants, dans le but de réagir au coup d'État militaire de 1980. Le groupe, influencé au début par Ruhi Su, Mahzuni Şerif, Inti Illimani, Víctor Jara, Quilapayún et Theodorakis, a été formé « pour être la voix de la terre et des peuples d'Anatolie, où le groupe est né, avec une infusion de musique révolutionnaire et socialiste. » En peu de temps, Yorum est devenu un nom emblématique pour l'opposition et la lutte des droits et des libertés.
Le groupe publie le magazine Tavir sur l'art, la culture, la littérature et la musique, et plusieurs membres du groupe animent le centre culturel İdil Kültür Merkezi dans le quartier Okmeydanı à Istanbul.
Ses membres sont régulièrement arrêtés et ses concerts interdits. Deux des musiciens du collectif sont morts en 2020 à la suite d'une grève de la faim pour protester contre la répression dont il fait l'objet.

## Histoire du groupe
Chaque année depuis 1987, le groupe a aussi bien sorti des albums et donné de nombreux concerts en Turquie et en Europe, que participé à des centaines de protestations de masse, manifestations de rue, grèves, et occupations d'usines et d'universités.
Les membres du groupe ont fait face à de nombreuses gardes à vue, arrestations et interdictions dues au sens contestataire de leur musique. Ces arrestations répétées sont l'occasion de violences policières. Plusieurs membres du groupe ont été condamnés à de la prison pour divers chefs d'inculpation pour un total de treize condamnations de 1986 à 2004[réf. nécessaire]. 
Les concerts de Grup Yorum sont interdits. La chanteuse Helin Bölek meurt après 288 jours de grève de la faim, le 3 avril 2020, à l'age de 28 ans, suivi, un mois plus tard, par le bassiste Ibrahim Gökçek, après 323 jours de grève.
Les centaines de clips du groupe diffusés sur des plateforme comme Youtube sont inaccessibles depuis la Turquie au nom de « la protection de la sécurité nationale et de l'ordre public ».

## Genre musical
Yorum utilise des instruments locaux tels que le ney (le petit hautbois de l'Anatolie de l'est), le bağlama (luth à manche long), le kaval (flageolet, flûte de berger), mais aussi beaucoup d'autres instruments non-locaux tels que le violon, le hautbois et surtout la guitare. Leur musique, essentiellement vocale et instrumentale, est basée sur des compositions rythmiques solides et des mélodies fluides. Pouvant être définie comme du folk-rock, elle contient des timbres rappelant les chansons folkloriques locales, les mélodies méditerranéennes, les hymnes latino-américains et le rock.
En dehors du turc, Yorum chante aussi en kurde, arabe ou tcherkesse, militant ainsi pour le droit à l'usage de ces diverses langues[réf. souhaitée].

## Membres
- Voix: Selma Altın, Eren Olcay, Ezgi Dilan Balcı, Sultan Gökçek, Helin Bölek
- Bağlama: İhsan Cibelik, Ayfer Rüzgar
- Guitare: Muharrem Cengiz
- Piano: İnan Altin
- Instruments à vent: Ali Aracı, Selma Altın, İhsan Cibelik, Bahar Kurt
- Guitare électrique: İbrahim Gökçek
- Batterie: İnan Altın

### Anciens membres
- Chant : Ayşegül Yordam(*), Efkan Şeşen, Hilmi Yarayıcı, İlkay Akkaya, Fikriye Kılınç, Özcan Şenver, Gülbahar Uluer, Selma Çiçek, Nuray Erdem, Mesut Eröksüz, Beril Güzel, Aylin Şeşen, Taner Tanrıverdi, Özgür Tekin, Öznur Turan, Aynur Dogan, Ezgi Dilan Balcı, Helin Bölek
- Bağlama : Tuncay Akdoğan(*), Metin Kahraman(*), İrşad Aydın, Suat Kaya, Ufuk Lüker, Taner Tanrıverdi, Seckin Taygun Aydogan, Cihan Keşkek, Özgür Zafer Gültekin
- Guitare classique : Kemal Sahir Gürel(*), Elif Sumru Göker, Hakan Alak, Serdar Güven, Serdar Keskin, Ufuk Lüker, Vefa Saygın Öğütle, Erkan Sevil, Caner Bozkurt
- Claviers : Kemal Sahir Gürel, Ufuk Lüker, Taci Uslu, Ali Papur
- Instruments à vent : Kemal Sahir Gürel
- Guitare basse : Ejder Akdeniz, Hakan Alak, Ufuk Lüker
- Percussions : Kemal Sahir Gürel, Ejder Akdeniz

(*) Membre fondateur.

## Discographie
1. Sıyrılıp Gelen (1987)
2. Haziranda Ölmek Zor / Berivan (1988)
3. Türkülerle (1989)
4. Cemo / Gün Gelir (1989)
5. Gel ki Şafaklar Tutuşsun (1990)
6. Yürek Çağrısı (1991)
7. Cesaret (1992)
8. Hiç Durmadan (1993)
9. İleri (1995)
10. Geliyoruz (1996)
11. Marşlarımız (1997)
12. Boran Fırtınası (1998)
13. Kucaklaşma (1999)
14. Yıl Seçmeler (2000)
15. Eylül (2001)
16. Feda (2001)
17. Biz Varız (2003)
18. Yürüyüş (2003)
19. Yıldızlar Kuşandık (2006)
20. Başegmeden (2008)
21. Halkın Elleri (2013)
22. Ruhi Su (2015)
23. İlle Kavga (2017)